# Кубок африканських чемпіонів 1981
Кубок африканських чемпіонів 1981 — 17-й розіграш турніру, що проходив під егідою КАФ. Матчі проходили з квітня по 13 грудня 1981 року. Турнір проходив за олімпійською системою, команди грали по два матчі. Усього брали участь 31 команда. Чемпіонський титул уперше здобув алжирський клуб «Тізі-Узу» з однойменного міста.

## Перший раунд
| Команда 1          | Заг.           | Команда 2            | 1-й матч | 2-й матч |
| ------------------ | -------------- | -------------------- | -------- | -------- |
| Калум Стар         | 3:1            | Старлінг             | 2:1      | 1:0      |
| МММ Таматаве       | 2:6            | Кошта да Сул         | 2:4      | 0:2      |
| Примейру де Агошту | 2:3            | Віта (Кіншаса)       | 1:1      | 1:2      |
| Іст Енд Лайонс     | 1:2            | Сілурес              | 1:1      | 0:1      |
| Аль-Аглі (Триполі) | 1:2            | Тізі-Узу             | 0:0      | 1:2      |
| СЕЙБ               | 3:3 (пен. 3:4) | АСЕК Мімозас         | 2:1      | 1:2      |
| Аль-Аглі (Каїр)    | 4:2            | Абалугія             | 3:1      | 1:1      |
| Агаза              | т. п.          | Бенфіка (Бісау)      | —        | —        |
| Асанте Котоко      | 4:1            | Інвінсібл Елевен     | 3:0      | 1:1      |
| Дайнамоз           | 6:1            | Лінаре               | 5:0      | 1:1      |
| Нчанга Рейнджерс   | 5:0            | Мбабане Гайлендерс   | 1:0      | 4:0      |
| Шутінг Старз       | 7:3            | Тоуншип Роллерз      | 7:1      | 0:2      |
| Мбіла Нзамбі       | 1:1 (пен. 4:2) | Реал Бамако          | 1:0      | 0:1      |
| Горсід             | т. п.          | Сімба (Дар-ес-Салам) | —        | —        |
| Найл Бревер'єс     | 4:1            | ТП ЮСКА Бангі        | 2:1      | 2:0      |

Примітки
1. ↑  «Бенфіка» знявся з турніру.
2. ↑  «Сімба» знявся з турніру.
3. ↑  «ТП ЮСКА Бангі» після першого матчу знявся з турніру.

## Другий раунд
| Команда 1      | Заг. | Команда 2        | 1-й матч | 2-й матч |
| -------------- | ---- | ---------------- | -------- | -------- |
| Кошта да Сул   | 2:6  | Нчанга Рейнджерс | 1:3      | 1:3      |
| Сілурес        | 3:4  | Віта (Кіншаса)   | 0:1      | 3:3      |
| Горсід         | 1:4  | Тізі-Узу         | 1:2      | 0:2      |
| Канон          | 1:3  | АСЕК Мімозас     | 0:0      | 1:3      |
| Асанте Котоко  | 2:4  | Калум Стар       | 1:0      | 1:3      |
| Шутінг Старз   | 1:5  | Дайнамоз         | 1:2      | 0:3      |
| Мбіла Нзамбі   | 2:1  | Агаза            | 2:0      | 0:1      |
| Найл Бревер'єс | 2:5  | Аль-Аглі (Каїр)  | 2:0      | 0:5      |

Примітки
1. ↑  «Горсід» після першого матчу знявся з турніру.

## Фінальний етап

### Чвертьфінал
| Команда 1      | Заг. | Команда 2        | 1-й матч | 2-й матч |
| -------------- | ---- | ---------------- | -------- | -------- |
| Віта (Кіншаса) | 4:3  | Нчанга Рейнджерс | 4:1      | 0:2      |
| Тізі-Узу       | 5:2  | Дайнамоз         | 3:0      | 2:2      |
| Калум Стар     | 4:2  | АСЕК Мімозас     | 2:1      | 2:1      |
| Мбіла Нзамбі   | 1:4  | Аль-Аглі (Каїр)  | 1:1      | 0:3      |

### Півфінал
| Команда 1      | Заг.  | Команда 2       | 1-й матч | 2-й матч |
| -------------- | ----- | --------------- | -------- | -------- |
| Віта (Кіншаса) | 1:0   | Калум Стар      | 1:0      | 0:0      |
| Тізі-Узу       | т. п. | Аль-Аглі (Каїр) | —        | —        |

Примітки
1. ↑  «Аль-Аглі» відмовився від участі в турнірі у зв'язку з політичною напруженістю після вбивства Анвара Садата.

## Фінал
| 27 листопада 1981 |

| Тізі-Узу | 4:0 | Віта (Кіншаса) |
| -------- | --- | -------------- |
|          |     |                |

| «20 травня 1954 року», Тізі-Узу Глядачів: 30 000 |

| 13 грудня 1981 |

| Віта (Кіншаса) | 0:1 | Тізі-Узу |
| -------------- | --- | -------- |
|                |     |          |

| «20 травня», Кіншаса Глядачів: 50 000 |

| Чемпіон Кубка африканських чемпіонів 1981 [[Файл:Flag of Algeria.svg\|border\|border\|100px\|Алжир]] Тізі-Узу (1-й титул) |